# Savoyai Mária Erzsébet carignanói hercegnő
Savoyai Mária Erzsébet carignanói hercegnő, teljes olasz nevén Maria Francesca Elisabetta Carlotta Giuseppina di Savoia-Carignano (Párizs, 1800. április 13. – Bozen, Tirol, 1856. december 25.) a Savoyai-ház carignanói (ejtsd: [karinyánói]) ágából származó hercegnő, Carignano hercegnője (Principessa di Carignano), Károly Albert szárd–piemonti király egyetlen húga, Rainer József osztrák főherceggel, a Lombard–Velencei Királyság alkirályával kötött házassága révén osztrák főhercegné, II. Viktor Emánuel szárd–piemonti király anyósa.

## Élete

### Származása, testvérei
Mária Erzsébet carignanói hercegnő édesapja a Savoyai-ház carignanói ágából származó Károly Emánuel Ferdinánd, Carignano 6. hercege (Carlo Emanuele Ferdinando di Savoia-Carignano, 1770–1800) volt, II. Viktor Emánuel carignanói herceg (1743–1780) és Marie Josèphe de Lorraine–Lambesc–Brionne francia hercegnő (1753–1797) egyetlen fia, egyenes ági leszármazottja Tamás Ferenc carignanói hercegnek, aki megalapította a Savoyai-ház carignanói (franciásan carignani) ágát. Ebből az ágból származott Savoyai Jenő herceg (1663–1736), a törökverő császári tábornagy is, Tamás Ferenc herceg unokája. Apai nagyapjának, Viktor Emánuel carignanói hercegnek húgát, Savoyai Mária Terézia Lujzát, Lamballe hercegnét 1792-ben a francia forradalmárok elfogták és meggyilkolták.
Édesanyja a Wettin-ház Albert-ágából való Mária Krisztina Albertina szász–lengyel hercegnő, Kurland hercegnője (Maria Christina Albertina von Sachsen, Herzogin von Kurland, 1779–1851) volt, Károly Keresztély szász–lengyel hercegnek, Kurland és Semgallen hercegének (1733–1796) és Franziska von Corvin-Krasinska lengyel grófnőnek (Franciszka Corvin–Krasińska, 1742–1796) egyetlen leánya, apai ágon III. (Szász) Ágost lengyel király unokája. Két közös gyermekük született:
- Károly Albert (1798–1849), Carignano hercege, 1831-től Savoya hercege és szárd–piemonti király.
- Mária Erzsébet Franciska (1800–1856), aki 1820-ban Rainer József osztrák főherceghez (1783–1853) ment férjhez.

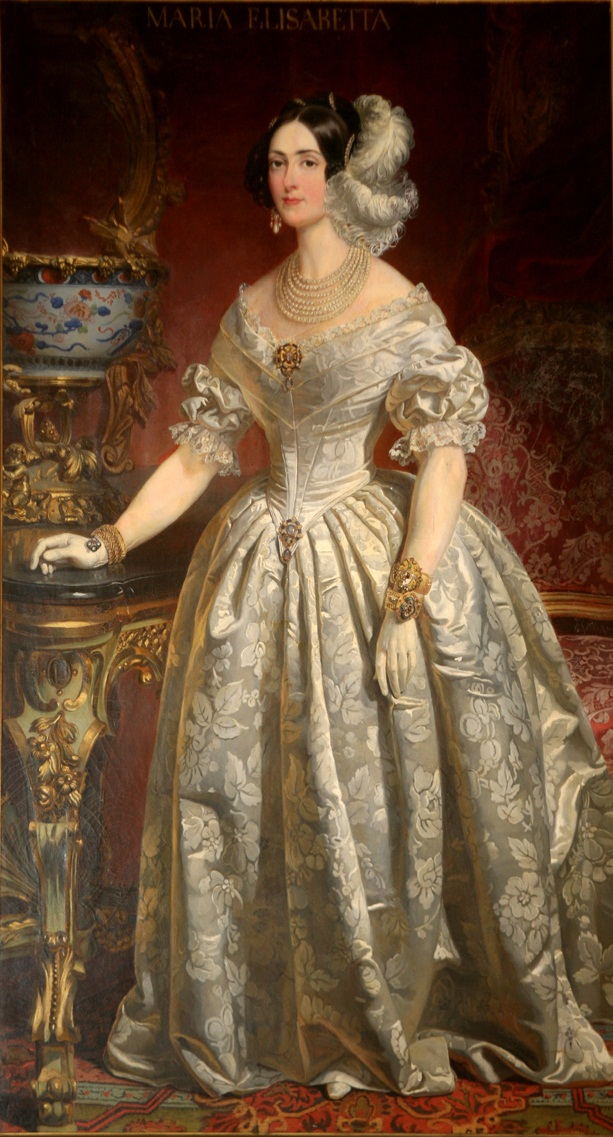
Savoyai Mária Erzsébet carignanói hercegnő

### Születése és ifjúsága idegen földön
A napóleoni háborúk során a Szárd–Piemonti Királyság csatlakozott a Franciaország elleni első koalícióhoz (1792–1797). Mária Erzsébet apja, Károly Emánuel, Carignano hercege rokonságban állt uralkodójával, III. Viktor Amadé királlyal, ő is harcolt Bonaparte tábornok ellen, de a szárd–piemonti csapatok 1796-os veresége nyomán a cherascói fegyverszüneti egyezményben, majd a párizsi békeszerződésben Savoyát és Nizzát át kellett engedniük.
Az idős III. Viktor Amadé király 1796 októberében meghalt, trónját legidősebb fia, IV. Károly Emánuel király örökölte. Mivel sem neki, sem öccseinek nem volt saját fia, a fiatal Károly Emánuel carignanói hercegre úgy tekintettek, mint a Szárd–Piemonti Királyság trónjának várományosára.
A háború után, 1797 októberében Károly Emánuel carignanói herceg Torinóban feleségül vette Mária Krisztina szász–kurlandi hercegnőt. 1798-ban megszületett első fiuk, Károly Albert herceg. 1799-ben, a Napóleon elleni második koalíció háborújában az osztrák–orosz szövetséges csapatok átmenetileg elfoglalták Piemontot. IV. Károly Emánuel király elmenekült. A francia katonai hatóságok letartóztatták a befolyásos Károly Emánuel carignanói herceget. Összeesküvéssel vádolták, a torinói erődbe zárták, innen fogolyként Dijonba, majd a párizsi Chaillot-ba hurcolták. Felesége, aki már szíve alatt hordta második gyermeküket, követte férjét Párizsba.
Mária Erzsébet hercegnő itt, Párizsban született meg 1800. április 13-án. Négy hónappal később, augusztus 16-án apja meghalt a Francia Köztársaság börtönében. A Császárság alatt Mária Krisztina özvegy hercegné gyermekeivel a drezdai szász királyi udvarban, Genfben és Párizsban élt. Mindkét gyermekének gondos nevelést biztosított. Károly Albert herceg Napóleon hadseregében tiszti rangot kapott. 1810-ben özvegy anyjuk, Mária Krisztina hercegné férjhez ment Joseph Maximilien Thibaut de Montléart grófhoz, akit a császár később hercegi rangra emelt. Napóleon bukása után a bécsi kongresszus Mária Erzsébet bátyját, Károly Albertet ismerte el a Szárd–Piemonti Királyság trónörökösének, aki 1817-ben hazatért Piemontba, és feleségül vette Habsburg–Toscanai Mária Terézia Franciska főhercegnőt, III. Ferdinánd toszkánai nagyherceg leányát. Mária Krisztina hercegnő a leányát, Erzsébetet is igyekezett jól férjhez adni. A napóleoni háborúkban győztes Osztrák Császárság Észak-Itália ura lett, a birodalomnak érdeke volt a kapcsolatok erősítése a térség legerősebb államának, a Szárd–Piemonti Királyság jövendő uralkodójának családjával.

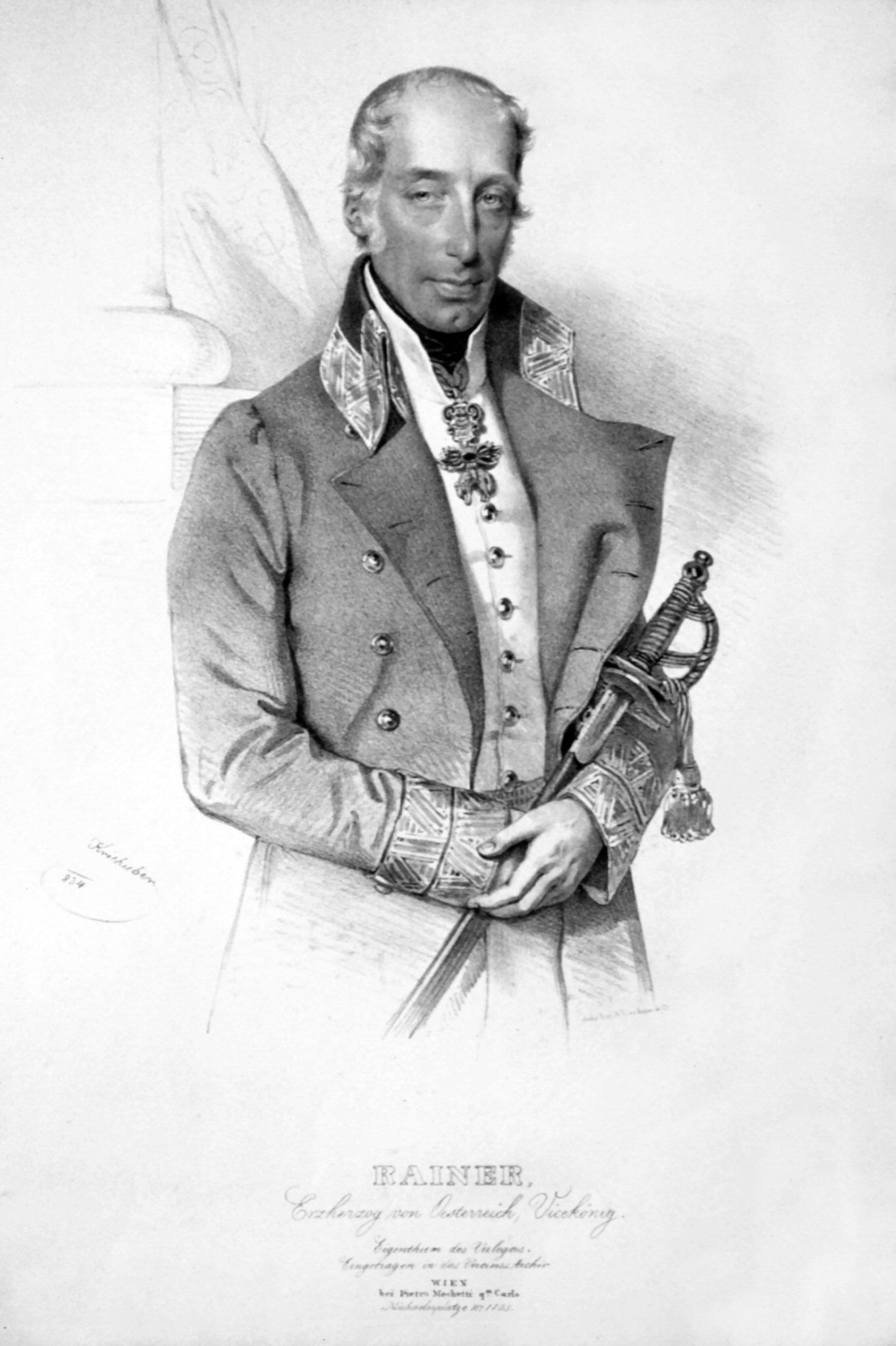
Férje, Rainer József osztrák főherceg, Lombardia és Velence osztrák alkirálya.

### Házassága, gyermekei
1820. május 28-án Prágában feleségül ment Rainer József osztrák főherceghez (1783–1853), II. Lipót (1747–1792) német-római császárnak, magyar és cseh királynak és a Bourbon-házból való Mária Ludovika spanyol infánsnőnek (1745–1792) fiához, József nádor öccséhez, a Lombard–Velencei Királyság első alkirályához. Nyolc gyermekük született:
- Mária Karolina Auguszta főhercegnő (1821–1844), nem ment férjhez, fiatalon meghalt.
- Mária Adelheid főhercegnő (1822–1855), aki 1842-ben feleségül ment unokafivéréhez, Viktor Emánuel carignanói herceghez (1820–1878), aki 1849-ben szárd–piemonti király, 1861-től Olaszország első királya lett, II. Viktor Emánuel néven.
- Lipót (Leopoldo) Lajos Maria Ferenc főherceg (1823–1898) altábornagy, altengernagy, nem nősült meg.
- Ernő (Ernesto) Károly Félix főherceg (1824–1899) altábornagy.
- Zsigmond (Sigismondo) Lipót Rainer (1826–1891) altábornagy, nem nősült meg.
- Rainer (Ranieri) Ferdinánd Mária főherceg (1827–1913) altábornagy, a Birodalmi Tanács (Reichsrat) elnöke.
- Henrik (Enrico) Antal Mária főherceg (1828–1891), aki a polgári származású Leopoldine Hofmannt, a későbbi Waideck bárónőt vette feleségül (morganatikus házasságban).
- Miksa (Massimiliano) Károly Mária főherceg (1830–1839), gyermekként meghalt.

### A milánói alkirályi udvarban
Az alkirályi tisztség nem jelentett sok államigazgatási kötelezettséget. A milánói alkirályi udvarban Rainer főhercegnek és Mária Erzsébet főhercegnének főleg protokolláris feladataik voltak.
Mária Erzsébet bátyja, a nemzeti liberális eszméket valló Károly Albert herceg 1831–ben a Szárd–Piemonti Királyság uralkodója lett. Az olasz egység híve volt, várta az alkalmat a Habsburg szekundogeniturák – elsősorban húgának otthona, a Lombard–Velencei Királyság – megdöntésére. A családi kapcsolatokat mégis mindkét fél erősíteni igyekezett, 1842-ben Rainer főherceg legidősebb leányát, Mária Adelheid főhercegnőt feleségül adták Károly Albert legidősebb fiához, Viktor Emánuel trónörököshöz.
Rainer főherceg alkirályi megbízatásának az 1848-as itáliai forradalmi nyugtalanság vetett véget. 1848 januárjában az alkirály, feleségével és a főkormányzóval együtt Bécsbe utazott jelentéstételre. 1848. március 15-én Rainer főherceg sógora, Károly Albert király hadat üzent az Osztrák Császárságnak, és háborút indított Lombardia megszerzésére. Március 18-án Milánóban felkelés tört ki. Radetzky tábornagy, az itáliai császári csapatok főparancsnoka úgy ítélte, a politikai helyzet Rainer főherceg túlzott liberalizmusa miatt juthatott el a nyílt lázadásig. Az alkirály már nem is térhetett vissza milánói állomáshelyére, a császár leváltotta, helyére Radetzkyt nevezte ki katonai kormányzónak, aki császári csapatok bevetésével 1849-ra szétverte a szárd–piemonti intervenciós csapatokat, és leverte a felkeléseket is. A kalandért felelős Károly Albert elmenekült országából, és még 1849-ben meg is halt. A Szárd–Piemonti Királyság uralkodója Mária Erzsébet főhercegné unokaöccse, egyben veje, II. Viktor Emánuel lett.
Mária Erzsébet és Rainer főherceg ezután a tiroli Bozenbe költöztek, itt éltek visszavonultan. Rainer főherceg 1853 januárjában elhunyt. Az özvegy főhercegnő, Carignano hercegnője, csaknem 4 évvel élte túl férjét, 1856. karácsony napján, december 25-én hunyt el. Mindketten a bolzanói Maria Himmelfahrt székesegyház kriptájában nyugosznak.

## Külső hivatkozások
- Családi, életrajzi adatok (The Peerage).
- Bolzano történelmi városközpont, a Maria Himmelfahrt székesegyházzal.[halott link]
- Életrajzi, családi adatai (Geneanet.org).
- A Savoya–Carignano családfák (Genealogy.euweb.cz).